# Literarische Gesellschaft Arnsberg
Die Literarische Gesellschaft Arnsberg e.V. ist ein Verein in Arnsberg, der sich der Förderung von literarischen Talenten in Westfalen, insbesondere im Sauerland, und der Durchführung von Veranstaltungen verschrieben hat.

## Geschichte
Der Verein knüpft ideell an eine literarische Gesellschaft an, die ihre Gründung 1791 dem Kurfürsten Maximilian Franz von Österreich anzeigte. Erster Präsident war der Landdroste Clemens August von Weichs. Syndikus der Gesellschaft war Engelbert Arndts.
Der heutige Verein besteht seit 1995. Ein Auslöser für die Gründung war das Ende des traditionsreichen und renommierten Arnsberger Kurzgeschichten-Kolloquiums. Damit drohte die Diskussion über Literatur in Arnsberg verloren zu gehen. Der Verein hat 80 Mitglieder (Stand: Juni 2013). Vorsitzende waren 1995–2007 Jürgen Richter, 2007–2013 Markus Meik, 2013–2016 Hans-Martin Esser. Seit 2016 ist Jutta Ludwig 1. Vorsitzende.

## Aktivitäten
Es finden regelmäßig jährlich etwa 10 Veranstaltungen statt. Darunter sind Lesungen oder Diskussionen über Bücher. Zwischen 2001 und 2013 veranstaltete die Gesellschaft regelmäßig einen literarischen Salon zu unterschiedlichen Themen. Mit diesem Konzept erreichten die Organisatoren regelmäßig etwa 60 Teilnehmer. Eine weitere Veranstaltungsform ist das „Tresenlesen“ von Lyrikern in Gaststätten, aber auch im historischen Bierkeller des Klosters Wedinghausen.
Besonders verschrieben hat sich die Gesellschaft der Förderung junger Autoren. Schon 1996 wurde mit der poetischen Nacht eine Veranstaltung für junge Autoren organisiert.
Die dabei vorgetragenen Gedichte wurden in dem Band Hinter den Spiegeln veröffentlicht. Ähnliche Projekte folgten.
Die Gesellschaft arbeitet eng mit der Christine-Koch-Gesellschaft zusammen, die sich besonders der Pflege der  westfälischen Mundart widmet. Ebenso bestehen Kooperationen mit dem Kunstsommer Arnsberg und dem Sommergelee der Ateliergemeinschaft DER BOGEN. Das Projekt Poesiepfad, das den Arnsberger Wald als Kulisse für Gedichte nutzt, wurde 2013 an den Arnsberger Heimatbund übertragen.
Aus den Veranstaltungen der Gesellschaft sind verschiedene Publikationen hervorgegangen.